# Rick Harrison
Richard Kevin Harrison (Lexington, 22 de março de 1965) mais conhecido como Rick Harrison, é um empresário e apresentador norte-americano, tornou-se conhecido pelo reality show Trato Feito. Junto à seu pai, é o fundador do World Famous Gold & Silver Pawn Shop, empresa familiar  fundada em 1989, a qual é retratada no reality. Sua fortuna é avaliada em torno de 28 milhões de dólares.

## Vida pessoal
Rick Harrison nasceu em 22 de março de 1965 em Lexington, Carolina do Norte. Seu pai, Richard Benjamin Harrison, serviu à Marinha dos Estados Unidos e foi transferido em 1967 para San Diego, realocando com toda a família. Quando criança, Rick tinha problemas com crises epilepticas que começaram quando ele tinha oito anos, crises que o confinariam a ficar na cama.
Em 1981, a família Harrison foi realocada novamente, dessa vez para Las Vegas. Quando Rick tinha dezessete anos, sua namorada, Kim, ficou grávida do seu primeiro bebê, porém ela perdeu o bebê, mesmo assim os dois decidiram se casar. Dois meses depois de se casarem, Kim ficou grávida do seu segundo bebê, Richard Corey Harrison, que nasceu em 27 de abril de 1983. Cerca de dois anos depois, o segundo bebê do casal, Adam, nasceu. Contudo, alguns meses depois de Adam nascer, o casal se separou e Rick casou-se novamente algum tempo depois com sua segunda esposa, Tracy. Rick trabalhou a maior parte da sua vida com seu pai na loja de penhores World Famous Gold & Silver Pawn Shop, de onde tira toda a sua fortuna.